# Lac La Belle
Lac La Belle è un villaggio degli Stati Uniti d'America, situato in Wisconsin, diviso tra la contea di Jefferson e la contea di Waukesha.